# Ezra (2023)
Ezra is een Amerikaanse komische dramafilm uit 2023 van Tony Goldwyn.

## Verhaal
Ezra is een kind met een autismespectrumstoornis. Als hij op een dag de andere kinderen van de klas mee naar buiten leidt de straat op, is voor de school de maat vol. In samenspraak met een psycholoog wordt hij van school gestuurd en krijgen zijn ouders het advies hem in te schrijven in het speciaal onderwijs. De moeder van Ezra ziet het plan wel zitten. Haar bijna ex-man Max, de vader van Ezra, niet.  Als Ezra 's nachts door een taxi wordt aangereden en Max de dokter aanvalt omdat die medicijnen wil voorschrijven, krijgt Max een contactverbod en moet Ezra naar het speciaal onderwijs. Als Max stiekem Ezra bekijkt, ziet hij een totaal andere Ezra die op die school totaal niet op zijn plek is. Die nacht besluit hij Ezra te "ontvoeren" en mee te nemen naar een vriend in Michigan. Als hij een telefoontje krijgt dat hij bij Jimmy Kimmel mag optreden, besluit hij de reis voort te zetten richting Los Angeles.

## Rolverdeling
| Acteur                | Personage               | Opmerkingen                          |
| --------------------- | ----------------------- | ------------------------------------ |
| Bobby Cannavale       | Max                     | vader van Ezra                       |
| William A. Fitzgerald | Ezra                    |                                      |
| Tess Goldwyn          | Mrs. Cathro             |                                      |
| Sophie Mulligan       | Ariana                  |                                      |
| Rose Byrne            | Jenna                   | moeder van Ezra                      |
| Daphne Rubin-Vega     | Principal Lee           |                                      |
| Ella Ayberk           | Dr. Tamarova            |                                      |
| Dov Davidoff          | Dov Davidoff            |                                      |
| Emma Willmann         | Emma Willmann           |                                      |
| Greer Barnes          | Greer Barnes            |                                      |
| Megan Hennessy        | Jackie                  |                                      |
| Lois Robbins          | Susan                   |                                      |
| Robert De Niro        | Stan                    | vader van Max                        |
| Whoopi Goldberg       | Jayne                   | manager Max                          |
| Tony Goldwyn          | Bruce                   | nieuwe relatie van de moeder van Max |
| Geoffrey Owens        | Robert Segal            |                                      |
| Alex Plank            | Dr. Kaplan              |                                      |
| Barzin Akhavan        | Dr. Wells               |                                      |
| Bev Sheehan           | Waitress at Diner       |                                      |
| Rainn Wilson          | Nick                    |                                      |
| Jacqueline Nwabueze   | Sister Margaret         |                                      |
| Myra Lucretia Taylor  | Margo                   |                                      |
| David Marciano        | Detective Harrelson     |                                      |
| \Amy Lynn Yoon Sheeha | Mrs. C                  |                                      |
| Donna Vivino          | Woman at Michigan Club  |                                      |
| Eddie A. Bryant       | Bartender               |                                      |
| Joshua Hinck          | Convenience Store Clerk |                                      |
| Vera Farmiga          | Grace                   |                                      |
| Matilda Lawler        | Ruby                    |                                      |
| Zoe Cali              | Cally                   |                                      |
| Jackson Frazer        | Ridgeway                |                                      |
| John Wilson           | Sheriff Tom             |                                      |
| Thomas Duverné        | Kimmel Stage Manager    |                                      |
| Jennifer Plotske      | Kimmel Security Guard   |                                      |
| Joe Pacheco           | Agent Costa             |                                      |
| Mia Caro              | Agent Pena              |                                      |

## Release en ontvangst
Ezra ging op 9 september 2023 in première op het Internationaal filmfestival van Toronto. De film werd op Rotten Tomatoes voorzichtig positief ontbangen met een score van 67%. Op Metacritic wordt de film als gemiddeld gezien met een score van 57/100 met 14 reviews.